# Lipophobie
Das Wort lipophob kommt aus dem Altgriechischen (λίπος lípos „Fett“ sowie φόβος phóbos „Furcht“) und bedeutet Fett meidend. Diese Eigenschaft beschreibt Stoffe die sich fettabstoßend verhalten und sich nicht mit Fetten und Ölen  mischen lassen, sondern eine Emulsion bilden. Sie sind also schlecht löslich in unpolaren Lösungsmitteln und gut löslich in polaren Lösungsmitteln.
Der Grund für die schlechte Mischbarkeit liegt darin, dass sich die Moleküle der lipophoben Flüssigkeit untereinander deutlich stärker anziehen, als sie von den Fettmolekülen angezogen werden, oder dass sich diese untereinander deutlich stärker anziehen. Durch die unterschiedliche Anziehung sammeln sich die Moleküle der beiden Flüssigkeiten getrennt. 
Zum Mischen von lipophoben Stoffen mit Fett können Tenside eingesetzt werden. Diese sind amphiphil, also sowohl Fett- als auch wasserlöslich. 
Lipophobe Stoffe sind oft gleichzeitig hydrophil, lösen sich also gut in Wasser. Das Gegenteil von lipophob ist lipophil.
Oleophobieren bezeichnet das "Ölabweisendmachen" von Oberflächen.